# Peso proprio
Per peso proprio di una struttura, nel campo delle costruzioni civili, si intende il solo peso delle strutture che sorreggono la costruzione. 

Nei casi di materiali omogenei, basta fare il prodotto del peso specifico per il volume, trascurando i pesi dei materiali utilizzati per le unioni. 

In caso di strutture composte, o comunque di materiali non omogenei, il calcolo è più complesso e comporta una valutazione specifica.